# Ankaramena (Ambalavao)
Ankaramena – gmina (kaominina) na Madagaskarze, w regionie Haute Matsiatra, w dystrykcie Ambalavao. W 2001 roku zamieszkana była przez 6700 osób. Siedzibę administracyjną stanowi Ankaramena. Jest jedną z 17 gmin dystryktu.
Przez gminę przebiega droga krajowa. Na jej obszarze funkcjonują m.in. bank, poczta szkoła pierwszego stopnia oraz szkoła drugiego stopnia pierwszego cyklu. 70% mieszkańców trudni się rolnictwem, 25% pracuje w sektorze hodowlanym, natomiast 5% w usługach. Produktami o największym znaczeniu dla lokalnej gospodarki są ryż oraz maniok.
Przed wprowadzeniem nowego podziału administracyjnego Madagaskaru w 2007 r. gmina znajdowała się w prowincji Fianarantsoa.
Gmina położona jest w strefie czasowej UTC+03:00.